# Dartmouth College
Das Dartmouth College wurde 1769 in Hanover, New Hampshire, gegründet und ist somit die neuntälteste Universität der USA sowie die letzte Hochschulgründung der amerikanischen Kolonialzeit. Das Dartmouth College, auch bekannt als Big Green, ist eine der acht Universitäten der Ivy League und zählt zu den ältesten und renommiertesten Institutionen der USA. Das Motto des Dartmouth College ist Vox Clamantis in Deserto („Stimme eines Rufenden in der Wüste“).

## Geschichte
Im Jahr 1769 wurde das College zunächst als Schule für Indianer vom protestantischen Geistlichen Eleazar Wheelock und dem Mediziner, Naturwissenschaftler und Chirurgen Nathan Smith (1762–1829) gegründet.
Das Projekt wurde finanziell gesichert, als einer der ersten Studenten, Samson Occom, ein Ureinwohner vom Stamm der Mohegan, ein Grundkapital durch Spenden einsammeln konnte. Somit konnte am 13. Dezember 1769 das College auf einer Landschenkung des königlichen Gouverneurs von New Hampshire (damals noch britische Kolonie), John Wentworth, durch eine Urkunde von Georg III. gegründet werden. Weitere Mittel bezog das College aus zwei Landzuteilungen von 1789 und 1807. Aus der ersten entstand nach Verkauf Clarksville, der zweite, sogenannte „Second College Grant“ befindet sich im Besitz des Colleges. Benannt wurde das College nach William Legge, dem zweiten Earl of Dartmouth, einem Unterstützer von Wheelock. Das College ist verpflichtet der Bildung „der Jugend der indianischen Stämme, der englischen Jugend und Anderen“.

### Dartmouth College v. William H. Woodward
Im Jahre 1816 sollte das bisher unabhängige College unter größeren staatlichen Einfluss kommen. Hierzu wurde die Gründungsurkunde aus der Kolonialzeit für ungültig erklärt und das College in die staatliche Universität „Dartmouth University“ umgewandelt.
Der damalige President Francis Brown (1815–1820) stritt jedoch vor dem obersten Gerichtshof der USA für die Unabhängigkeit des Colleges. Dartmouth wurde von dem Dartmouth-Alumnus und Rechtsanwalt Daniel Webster vertreten. Schließlich erging von Chief Justice John Marshall ein Urteil zugunsten von „Big Green“, womit er den Weg ebnete, um die Unabhängigkeit von privaten Institutionen zu sichern („thereby paving the way for all American private institutions to conduct their affairs in accordance with their charters and without interference from the state“). Dieser Fall sicherte die Unabhängigkeit von privaten Universitäten und ist als Dartmouth College Case bekannt.

## Organisation

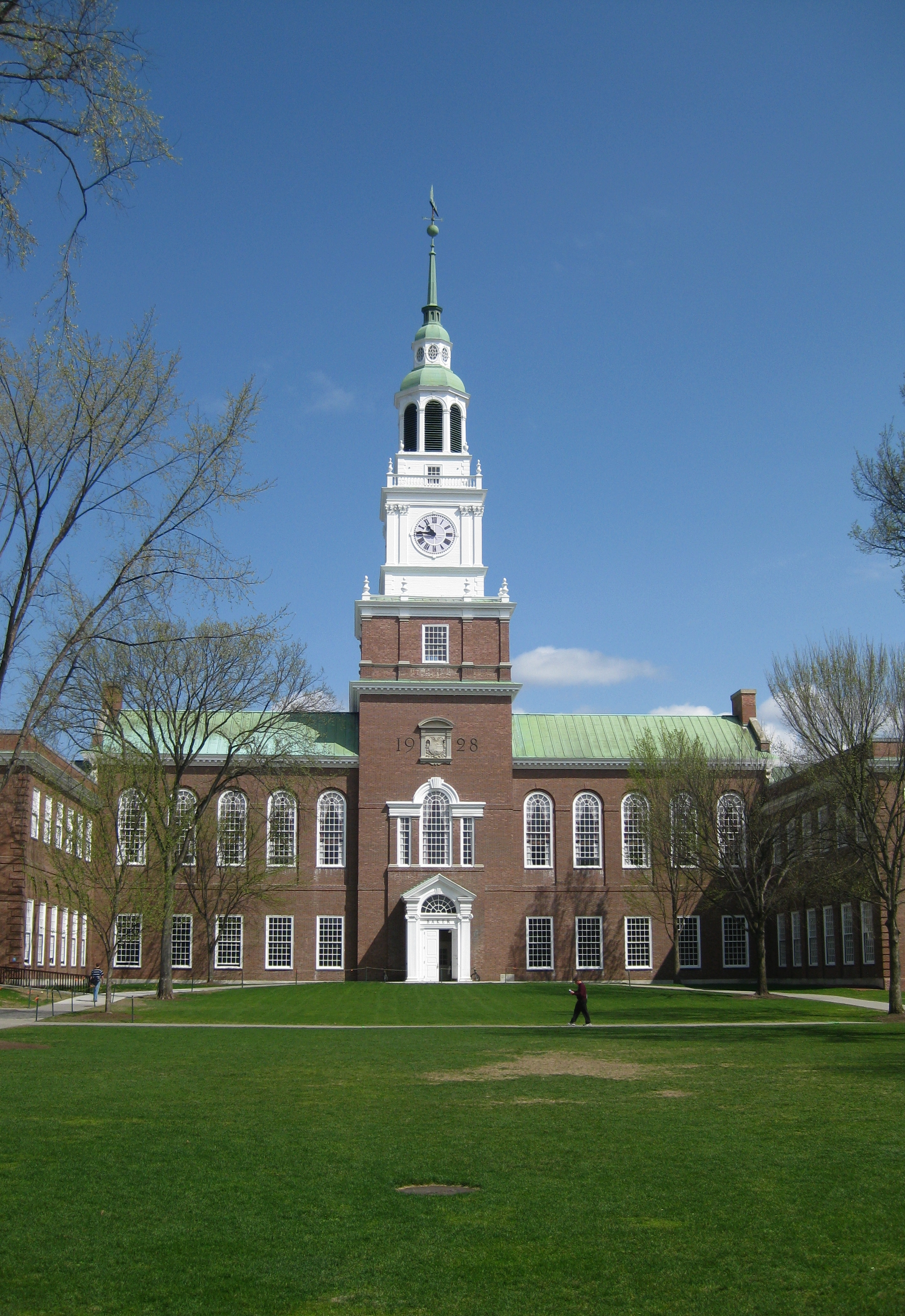
Baker Building, Dartmouth College

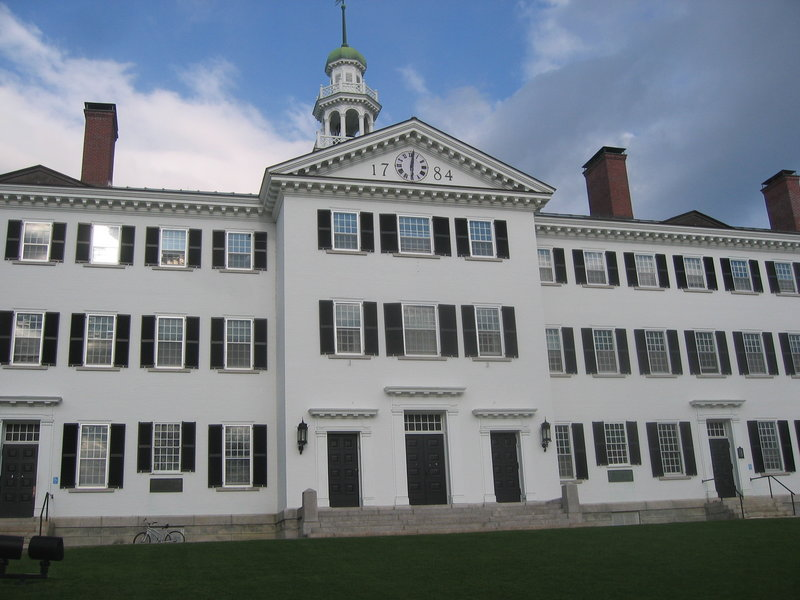
Dartmouth Hall, Dartmouth College

Der Schwerpunkt von Dartmouth liegt in der Ausbildung von „Undergraduates“, also Studenten in der ersten universitären Ausbildungsphase. 40 Institute und Forschungsprojekte sind in Dartmouth angesiedelt.

### Geisel School of Medicine at Dartmouth
Die Dartmouth Medical School wurde im Jahr 1797 gegründet und ist die viertälteste medizinische Hochschule des Landes. 2012 wurde sie nach dem US-amerikanischen Kinderbuch-Autor Theodor Seuss Geisel und seiner Frau Audrey benannt.

### Thayer School of Engineering
Die Thayer School of Engineering wurde 1867 als erste Ingenieurschule der USA gegründet. Sie ist nach Sylvanus Thayer benannt, der die Gründung durch eine Spende von über $40.000 ermöglichte.

### Tuck School of Business
Im Jahr 1900 wurde die Tuck School of Business unter dem Namen Amos Tuck School of Administration and Finance als weltweit erste Graduiertenschule für Management gegründet.

## Zahlen zu den Studierenden
Im Herbst 2021 waren 6.761 Studierende eingeschrieben. Davon strebten 4.556 ihren ersten Studienabschluss an, sie waren also undergraduates.
2013 waren 6.277 Studierende eingeschrieben, rund 4.200 „Undergraduates“ und 2.100 „Graduates“.

## Sport
Die Sportteams werden (inoffiziell) The Big Green genannt. Die Ivy League misst sich auch im Sport.

## Persönlichkeiten

### Professoren
- Alfred Bielschowsky (1871–1940), deutscher Ophthalmologe, Emigrant
- Ruth Adams (1914–2004), Vizepräsidentin 1972–1988
- John G. Kemeny (1926–1992), Mathematiker, Präsident 1970–1981, Miterfinder der Programmiersprache BASIC
- Thomas E. Kurtz (1928–2024), US-amerikanischer Informatiker, Miterfinder der Programmiersprache BASIC
- Elsa M. Garmire (* 1939), Physikerin, Pionierin der Lasertechnologie
- Brooke Harrington (* 1968), Soziologin
- Viktoria Schmidt-Linsenhoff (1944–2013), deutsche Kunsthistorikerin (Gastprof.)

### Absolventen
- Owen Chamberlain (1920–2006), US-amerikanischer Physiker und Nobelpreisträger
- Anthony M. Frank (1931–2022), deutsch-amerikanischer Sparkassenmanager und Postmaster General der Vereinigten Staaten[14]
- Robert Frost (1874–1963), US-amerikanischer Dichter
- Theodor Seuss Geisel (1904–1991), US-amerikanischer Kinderbuch-Autor und Cartoonzeichner
- Timothy F. Geithner (* 1961), 75. Finanzminister der Vereinigten Staaten
- Annette Gordon-Reed (* 1958), US-amerikanische Historikerin, Rechtswissenschaftlerin und Pulitzer-Preisträgerin für Geschichte
- Robert M. Groves (* 1948), US-amerikanischer Statistiker und Soziologe; ehemaliger Leiter des United States Census Bureau
- Henry Wolfe Gummer (* 1979), Musiker und Schauspieler; Sohn von Meryl Streep.
- Ed Healey (1894–1978), US-amerikanischer Footballspieler und -trainer
- Jim Yong Kim (* 1959), 12. Präsident der Weltbank
- Alexandra Kondracke (* 1970), Filmregisseurin, Fernsehregisseurin, Drehbuchautorin und Kamerafrau
- Gonzalo Lira (1968–2024), US-amerikanischer Autor und Blogger
- Ben Lovejoy (* 1984), US-amerikanischer Eishockeyspieler
- Norman Maclean (1902–1990), US-amerikanischer Autor und Professor für Englische Literatur
- John McCarthy (1927–2011), US-amerikanischer Informatiker, Turingpreisträger und Initiator der Dartmouth Conference, der „Geburtsstunde“ der Künstlichen Intelligenz als akademisches Fachgebiet
- James Nachtwey (* 1948), US-amerikanischer Dokumentarfotograf, Kriegsberichterstatter und Fotojournalist
- Shonda Rhimes (* 1970), US-amerikanische Drehbuchautorin und Produzentin von Fernsehserien; Schöpferin der Krankenhausserie Grey’s Anatomy
- Budd Schulberg (1914–2009), US-amerikanischer Schriftsteller und Drehbuchautor
- David E. Scherman (1916–1997), US-amerikanischer Fotojournalist und Herausgeber
- James Schiro (1946–2014), Versicherungsmanager[15]
- Margaret Wilkerson Sexton (* 1982/83), US-amerikanische Schriftstellerin
- Barry Sharpless (* 1941), US-amerikanischer Chemiker und Nobelpreisträger
- George Davis Snell (1903–1996), US-amerikanischer Biologe und Nobelpreisträger
- Gus Sonnenberg (1898–1944), Footballspieler und Wrestler
- Diane Souvaine (* 1954), Mathematikerin, Informatikerin und Hochschullehrerin
- Laura Stacey (* 1994), kanadische Eishockeyspielerin Eishockeynationalmannschaft
- Thaddeus Stevens (1792–1868), amerikanischer Abolitionist und Politiker
- Charles Stinson (1931–2012), US-amerikanischer Religionswissenschaftler
- Daniel Webster (1782–1852), US-amerikanischer Politiker, US-Senator und Außenminister
- Kai Wong (* 1980), US-amerikanischer Schauspieler und Produzent.
- Half Zantop (1938–2001), deutsch-amerikanischer Geologe und Hochschullehrer
- Susanne Zantop (1945–2001), deutsch-amerikanische Politikwissenschaftlerin und Germanistin